# Кастелнуово-Комбалере (Торино)
Кастелнуово-Комбалере је насеље у Италији у округу Торино, региону Пијемонт.
Према процени из 2011. у насељу је живело 479 становника. Насеље се налази на надморској висини од 610 м.